# Tân Lập, Tịnh Biên
Tân Lập là một xã thuộc thị xã Tịnh Biên, tỉnh An Giang, Việt Nam.

## Địa lý

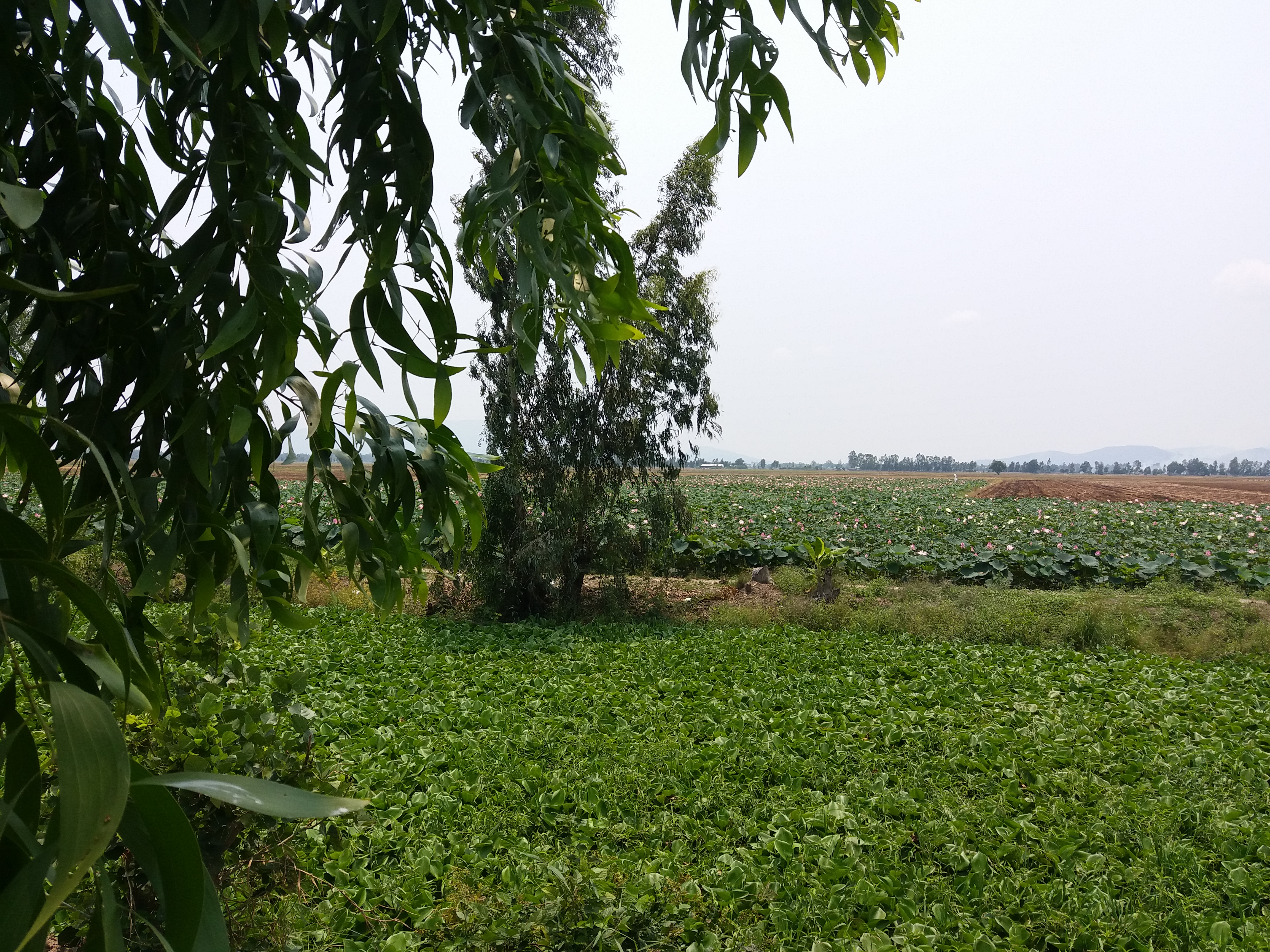
Một địa điểm gần chợ Tân Lập.

Xã Tân Lập có vị trí địa lý:
- Phía đông giáp huyện Châu Phú
- Phía tây giáp xã An Hảo
- Phía nam giáp huyện Tri Tôn
- Phía bắc giáp xã Tân Lợi.

Xã có diện tích 30,84 km², dân số năm 2019 là 4.890 người, mật độ dân số đạt 159 người/km².

## Hành chính
Xã Tân Lập được chia thành 3 ấp: Tân An, Tân Định và Tân Thành.

## Lịch sử
Xã Tân Lập được thành lập vào ngày 25 tháng 4 năm 1979 trên cơ sở tách các ấp Hòa An, Bình An của xã Tà Đảnh và một phần diện tích tự nhiên của xã Tú Tề. Khi mới thành lập, xã thuộc huyện Bảy Núi.
Ngày 23 tháng 8 năm 1979, huyện Bảy Núi được chia thành hai huyện Tri Tôn và Tịnh Biên, xã Tân Lập thuộc huyện Tịnh Biên.
Ngày 10 tháng 4 năm 2023, thị xã Tịnh Biên được thành lập, xã Tân Lập thuộc thị xã Tịnh Biên như hiện nay.